# Садыбеков, Адилет Нуркенулы
Адилет Нуркенулы Садыбеков (каз. Әділет Нұркенұлы Садыбеков; род. 26 мая 2002, Актобе) — казахстанский футболист, полузащитник клуба «Кайрат».

## Клубная карьера
Футбольную карьеру начинал в 2021 году.
В начале 2022 года перешёл в российский клуб «Кайрат» Москва. 2 апреля 2022 года в матче против клуба «Динамо-2» Москва дебютировал в ФНЛ-2.
3 июля 2022 года в матче против клуба «Акжайык» дебютировал в казахстанской Премьер-лиге (2:0), выйдя на замену на 82-й минуте вместо Данияра Усенова.

## Карьера в сборной
25 сентября 2022 года дебютировал за сборную Казахстана в матче против сборной Азербайджана (0:3).

## Статистика выступлений

### Клубная карьера
| Клуб              | Сезон            | Лига | Лига | Кубки | Кубки | Еврокубки | Еврокубки | Итого | Итого |
| Клуб              | Сезон            | Игры | Голы | Игры  | Голы  | Игры      | Голы      | Игры  | Голы  |
| ----------------- | ---------------- | ---- | ---- | ----- | ----- | --------- | --------- | ----- | ----- |
| Кайрат            | 2021             | —    | —    | 3     | 0     | —         | —         | 3     | 0     |
| Кайрат            | 2022             | 11   | 0    | 6     | 2     | 2         | 0         | 19    | 2     |
| Кайрат            | 2023             | 25   | 1    | 3     | 0     | —         | —         | 28    | 1     |
| Кайрат            | 2024             | 13   | 3    | 5     | 1     | —         | —         | 18    | 4     |
| Кайрат            | 2025             | 4    | 0    | 1     | 0     | —         | —         | 5     | 0     |
| Кайрат            | Итого            | 53   | 4    | 18    | 3     | 2         | 0         | 73    | 7     |
| → Кайрат-Жастар   | 2021             | 13   | 1    | —     | —     | —         | —         | 13    | 1     |
| → Кайрат-Жастар   | Итого            | 13   | 1    | —     | —     | —         | —         | 13    | 1     |
| → Кайрат (Москва) | 2021/22          | 11   | 1    | —     | —     | —         | —         | 11    | 1     |
| → Кайрат (Москва) | Итого            | 11   | 1    | —     | —     | —         | —         | 11    | 1     |
| Всего за карьеру  | Всего за карьеру | 77   | 6    | 18    | 3     | 2         | 0         | 97    | 9     |

### Выступления за сборную
| Сборная   | Год   | Отборочные матчи ЧМ | Отборочные матчи ЧМ | Отборочные матчи ЧЕ | Отборочные матчи ЧЕ | Лига наций УЕФА | Лига наций УЕФА | Товарищеские матчи | Товарищеские матчи | Итого | Итого |
| Сборная   | Год   | Игры                | Голы                | Игры                | Голы                | Игры            | Голы            | Игры               | Голы               | Игры  | Голы  |
| --------- | ----- | ------------------- | ------------------- | ------------------- | ------------------- | --------------- | --------------- | ------------------ | ------------------ | ----- | ----- |
| Казахстан | 2022  | −                   | −                   | −                   | −                   | 1               | 0               | −                  | −                  | 1     | 0     |
| Казахстан | 2023  | −                   | −                   | −                   | −                   | −               | −               | −                  | −                  | −     | −     |
| Казахстан | 2024  | −                   | −                   | 1                   | 0                   | −               | −               | 4                  | 1                  | 5     | 1     |
| Итого     | Итого | −                   | −                   | 1                   | 0                   | 1               | 0               | 4                  | 1                  | 6     | 1     |